# يوسف بن عدي
يوسف بن عدي ابن زريق بن إسماعيل، أبو يعقوب التيمي الكوفي مولى تيم الله أخو زكريا بن عدي، ذهب إلى مصر في التجارة وسكنها وحدث بها، وتوفي بها يوم الثلاثاء، لسبع بقين من شهر ربيع الآخر سنة اثنتين وثلاثين.

## روايته للحديث النبوي
- روى عن: شريك، وأبي الأحوص، وعمرو بن أبي المقدام، ومالك بن أنس، وعبيد الله بن عمرو الرقي، وعبد الرحمن بن أبي الزناد، وأيوب بن جابر الحنفي، وأخيه محمد بن جابر، وإسماعيل بن عياش، وشهاب بن خراش، والدراوردي ، ومحمد بن الفرات، وعبيدة بن الأسود، وعدة.
- وعنه: البخاري ، وعمر بن عبد العزيز بن مقلاص، وعلي بن عبد الرحمن علان، وأبو زرعة، وأبو حاتم، وإبراهيم بن عبد الله الختلي، وأحمد بن البرقي، وأحمد بن يحيى الرقي، وإسحاق بن سيار النصيبي، وجعفر بن أحمد الغافقي، والحسن بن سليمان الفزاري قبيطة، والحسن بن غفير المصري العطار، وأبو الزنباع روح بن الفرج، والحسين بن حميد العكي، وأبو خيثمة علي بن عمرو بن خالد الحراني، وأخوه أبو علاثة محمد بن عمرو، وأبو الأحوص العكبري، ويحيى بن أيوب العلاف، ويعقوب الفسوي، وخلق كثير.

## الجرح والتعديل
- قال أبو حاتم بن حبان البستي: ذكره في الثقات.
- وقال أبو زرعة الرازي: ثقة.
- وقال ابن حجر العسقلاني: ثقة.
- وقال الذهبي: ثقة.
- وقال مسلمة بن القاسم الأندلسي: ثقة.[3]